# Boarmia moltrechti
Boarmia moltrechti là một loài bướm đêm trong họ Geometridae.